# Mai mult ca perfectul în limba engleză
The Past Perfect Tense este un timp verbal în limba engleză. În limba română poartă numele de Mai mult ca perfectul.
Acest timp verbal are două forme.
1. The Past Perfect Indefinite Tense (numit și Past Perfect Indefinite) este un timp verbal în limba engleză. În limba română poartă numele de Mai mult ca perfectul nedefinit.
Forma activă:

I (you, he, etc.) had asked.

(eu) întrebasem; (eu) am întrebat.
Forma pasivă:

I (you, he, etc.) had been asked.

(eu) fusesem întrebat.
Acest timp exprimă:
- o acțiune sau stare începută și terminată înaintea unui alt moment din trecut.

#### Exemple de conjugări forma nedefinită

##### Verbe regulate
I had listened.

You had listened.

He (she, it) had listened.

We had listened. 

You had listened. 

They had listened.

##### Verbe neregulate
I had spoken.

You had spoken.

He/She/It had spoken.

We had spoken.

You had spoken.

They had spoken.

##### Forma negativă
I had not spoken.

You had not spoken.

He/She/It had not spoken.

We had not spoken.

You had not spoken.

They had not spoken.

##### Forma interogativă
Had I spoken?
Had you spoken?
Had he/she/it spoken?
Had we spoken?
Had you spoken?
Had they spoken?
2. The Past Perfect Continuous Tense (numit și Past Perfect Continuous) este un timp verbal în limba engleză. În limba română poartă numele de Mai mult ca perfectul continuu.
Forma activă:

I (you, he, etc.) had been asking.

(eu) întrebasem; (eu) întrebam.
Forma pasivă:

-
Acest timp exprimă:
- o acțiune cu stare prelungită în trecut, începută sau terminată înaintea unui alt moment din trecut.

#### Exemple de conjugări forma nedefinită
I had been asking.

You had been asking.

He (she, it) been asking.

We had been asking. 

You had been asking. 

They had been asking.